# Billy Ray
William Ray, detto Billy (Tennessee, 21 settembre 1971), è uno sceneggiatore e regista statunitense.

## Carriera
Intraprende già da giovane la sua attività di sceneggiatore, probabilmente influenzato verso questa attività dal fatto che già il padre era un agente letterario. Il suo esordio è stato con la scrittura di un episodio de I pronipoti (serie a cartoni animati andata in onda tra il 1962 e il 1988), passando poi alla partecipazione ad una sceneggiatura nel 1990 insieme a Robbie Fox del film The Bobby & Larry Show, e continuando con il salto alla stesura di una sceneggiatura propria nel 1994 scrivendo Il colore della notte per la televisione e arrivare al salto definitivo per la produzione ad alto budget Sotto corte marziale nel 2002.
Da sottolineare anche la sua partecipazione alla serie televisiva Progetto Eden, della quale sarà sceneggiatore di 21 dei 22 episodi. 
Nel 2003 oltre a scrivere ha iniziato anche a dirigere i propri lavori. Il suo primo film, suggeritogli dalla HBO, è stato L'inventore di favole, il cui soggetto è un giornalista che inventa gli articoli che scrive. Questo film gli è valso la canidatura a "regista più promettente" dalla Chicago Film Critics Association e alla "miglior sceneggiatura" dall'Independent Spirit Award.
Breach - L'infiltrato (2007), che Ray ha cosceneggiato e diretto, racconta una storia simile su un agente dell'FBI che fa il doppio gioco vendendo importanti segreti all'Unione Sovietica.

## Filmografia

### Sceneggiatore
- The Bobby & Larry Show, regia di Robbie Fox e John Whitesell - film TV (1990)
- Il colore della notte (Color of Night), regia di Richard Rush (1994)
- Progetto Eden (Earth 2) - serie TV, 21 episodi (1994-1995)
- Shooter - Attentato a Praga (The Shooter), regia di Ted Kotcheff (1995)
- Vulcano - Los Angeles 1997 (Volcano), regia di Mick Jackson (1997)
- Ripensando a quella notte, regia di Glenn Jordan - film TV (1998)
- Sotto corte marziale (Hart's War), regia di Gregory Hoblit (2002)
- L'inventore di favole (Shattered Glass), regia di Billy Ray (2003)
- Suspect Zero, regia di E. Elias Merhige (2004)
- Flightplan - Mistero in volo (Flightplan), regia di Robert Schwentke (2005)
- Breach - L'infiltrato (Breach), regia di Billy Ray (2007)
- State of Play, regia di Kevin Macdonald (2009)
- Hunger Games, regia di Gary Ross (2012)
- Captain Phillips - Attacco in mare aperto (Captain Phillips), regia di Paul Greengrass (2013)
- Il segreto dei suoi occhi (Secret in Their Eyes), regia di Billy Ray (2015)
- Overlord, regia di Julius Avery (2018)
- Gemini Man, regia di Ang Lee (2019)
- Terminator - Destino oscuro (Terminator: Dark Fate), regia di Tim Miller (2019)
- Richard Jewell, regia di Clint Eastwood (2019)
- Sfida al presidente - The Comey Rule (The Comey Rule) – miniserie TV, 2 puntate (2020)

### Regista
- L'inventore di favole (Shattered Glass) (2003)
- Breach - L'infiltrato (Breach) (2007)
- Il segreto dei suoi occhi (Secret in Their Eyes) (2015)
- Sfida al presidente - The Comey Rule (The Comey Rule) – miniserie TV, 2 puntate (2020)

### Produttore
- The Bobby & Larry Show, regia di Robbie Fox e John Whitesell - film TV (1990)
- Claire's Cambodia, regia di Stacy Sherman (2013)

### Attore
- Shark Week, regia di Christopher Ray (2012)

## Riconoscimenti
- 2014 – Premio Oscar
  - Nomination Miglior sceneggiatura non originale per Captain Phillips - Attacco in mare aperto

- 2014 – Premio BAFTA
  - Nomination Miglior sceneggiatura non originale per Captain Phillips – Attacco in mare aperto

- 2014 – Satellite Award
  - Candidatura Miglior sceneggiatura non originale per Captain Phillips – Attacco in mare aperto

- 2014 – Critics' Choice Movie Award
  - Nomination Miglior sceneggiatura non originale per Captain Phillips – Attacco in mare aperto

- 2014 – Writers Guild of America Award
  - Miglior sceneggiatura adattata per il cinema per Captain Phillips – Attacco in mare aperto